# Perilampus mexicanus
Perilampus mexicanus is een vliesvleugelig insect uit de familie Perilampidae. De wetenschappelijke naam is voor het eerst geldig gepubliceerd in 1897 door Cameron.